# .org
Домен .org је генерички домен највишег ниова који се користи на интернету. Он је један од оригиналних домена, основан 1985. године, а Регистар јавног интереса са њим управља од 2003. године. Домен је првобитно био намењен непрофитним организацијама, али ово ограничење је уклоњено у августу 2009. године. Обично га користе образовне институције, али и неке профитне организације. Регистрованих домена .org било је мање од милион током деведесетих година, а до 2012. године било их је десет милиона и од тада се креће између десет и једанаест милиона. 
У новембру 2019. године Регистар јавног интереса требало да је да прода домен компанији Етос Капитал за 1,135 милијарди америчких долара. Међутим овај потез су критиковале многе непрофитне организације и разне група за дигитална права, због забринутости да ће фирма Етос Капитал из приватног капитала подићи накнаде или цензурисати домен. Продају је блокирала интернет корпорација ICANN у априлу 2002. године.

## Историјат
Домен „.org” један је од највиших интернет домена, заједно са .us, .edu, .gov, .mil, .net и .com, а основан је у јануару 1985. године. 
Првобитно је био намењен непрофитним организацијама или организацијама некомерцијалног карактера које нису удовољиле захтевима за остале највише интернет домене. Компанија Mitre је прва која се регистровала на .org домен у јулу 1985. године. Највишим интернет доменом  управља од 1. јануара 2003. Регистар јавних интереса који је функцију преузео од компаније Verisign.

## Регистрација
Регистрације поддомена обрађују се преко акредитованих регистрара широм света. Свако може да региструје домен другог нивоа унутар .org без ограничења. У неким случајевима се поддомени користе и на комерцијалним веб локацијама, попут craigslist.org. Према извештају Интернет корпорације додељених имена и бројева састав највиших интернет домена је разнолик, укључује културне институције, удружења, спортске тимове, верске и грађанске организације, софтверске пројекте отвореног кода, школе, еколошке иницијативе, социјалне и братске организације, здравствене организације, правне службе, као и клубове и заједнице волонтера.
Иако организације било где у свету могу да региструју поддомене, многе државе, као што су Аустралија, Канада, Јапан, Аргентина, Боливија, Уругвај, Турска, Сомалија, Сијера Леоне, Русија, Бангладеш, Индија и Уједињено Краљевство, основале су домен другог нивоа са сличном сврхом. До 2009. године .org домен користио се на више од 8 милиона веб-сајтова, 8,8 у 2010. години и 9,6 милиона до 2011. године. Регистар јавног интереса регистровао је десет милиона веб-сајтова са овим доменом у јуну 2012. године. Када је у децембру 2011. године регистовано 9,5 милиона веб-сајтова са доменом .org, он је постао трећи највиши интернет домен.
Од 2003. године, Регистар јавног интереса наплаћивао је акредитованим регистраторима максималну цену од 9,05 америчких долара годишње, за свако име домена. У априлу 2019. предложен је прекид ограничења цена за .org домене и то је уклоњено у јулу исте године, упркос томе што се таквој одлуци супроставило 3252 корисника, а само шест су били за. Неколико месеци касније, власнику домена предложено је да прода домент компанији Етос Капитал, што се није догодило.